# Bernardo Morando (architecte)
Pour les articles homonymes, voir Bernardo Morando.
Bernardo Morando, né vers 1540 à Padoue ou Venise et décédé en 1600 à Zamość, est un architecte italien établi en Pologne vers 1569.

## Biographie
Peu de documents existent sur les fonctions exercées en tant qu'architecte en Pologne avant 1569. Bernardo Morando a été collaborateur de Giovanni Battista di Quadro, mais les archives de cette époque sont rares sur les neuf premières années. Sa carrière professionnelle a radicalement changé après la collaboration avec Jan Zamoyski, qui appartenait à la noblesse polonaise et qui était l'un des hommes les plus riches de Pologne. Celui-ci lui confie en 1578 le projet de rénovation de la ville de Zamość, et de sa forteresse.
La ville de Zamość doit être le centre territorial et économique de la région, et pendant la construction de la cathédrale de la Résurrection-et-Saint-Thomas de Zamość et de ses monuments, et à cause du grand chantier Bernardo Morando s'installe avec sa famille.

## Famille
Dans les années 1591-1593, il a été maire de Zamość et a été anobli.
Il a épousé Katarzyna, avec qui il aura six enfants.
Bernardo Morando a été enterré dans le sous-sol de la collégiale de Zamość. Ses descendants sont restés et ont vécu en Pologne sous le nom de Morenda, en adoptant les armoiries de Mora (Tête noire polonaise).

## Prix Morando
Depuis 2008 est délivré un prix Morando décerné à une personne qui a eu un impact positif et significatif sur la communauté de Zamość.
Ce titre est sponsorisé par Kronika Tygodnia, Radio Lublin, le site Web www.roztocze.net et, depuis 2013, par la Fondation im. Bernardo Morando financée par Piotr Rogalski et Robert Motka, composée de recteurs des universités de Zamość ont décerné à :
- Marcin Zamoyski (2014)
- Marek Jawor (2013)
- Tomasz Winogrodzki (2012)
- Maria Król (2011)
- Tadeusz Wicherek (2010)
- Stanisław Orłowski (2009)
- Andrzej Kędziora (2008)

La statuette du prix Morando est remise par Tomasz Bełech, un sculpteur de Zamość.